# Peltophryne taladai
El Sapo moteado cubano (Peltophryne taladai Schwartz, 1960) es una especie de anuro de la familia Bufonidae.

## Distribución
Es endémico de Cuba. Se encuentra por debajo de 560 m de altitud.
Su hábitat natural es la llanura húmeda tropical y subtropical, ríos, arroyos, marismas de agua dulce, jardines rurales, y bosques degradados. Está amenazado por pérdida de su hábitat.

## Publicación original
- Schwartz, 1960 : The large toads of Cuba. Proceedings of the Biological Society of Washington, vol. 73, p. 45-56.